# William Crabtree

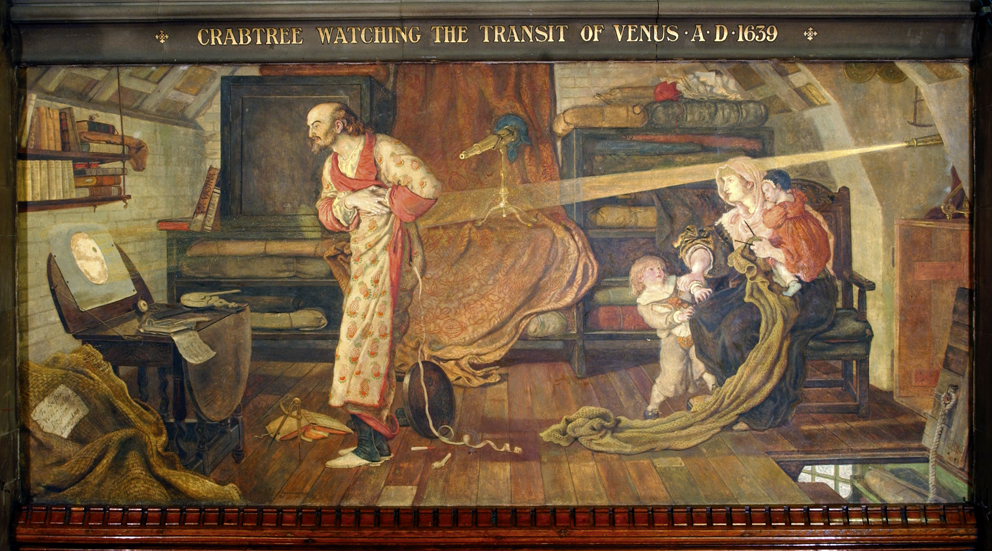
William Crabtree, tal como aparece en Los Murales de Mánchester en el Ayuntamiento de Mánchester

William Crabtree (1610-1644) fue un astrónomo, matemático, y comerciante inglés, proveniente de Broughton, un pequeño pueblo cerca de Mánchester, el cual ahora forma parte de Salford, Gran Mánchester, Inglaterra. Fue una de las dos únicas personas que observaron y registraron el primer Tránsito de Venus que pudo predecirse, en el año 1639.